# Ana da Baviera
Ana da Baviera, também conhecida como Ana do Palatinado (em alemão:  Anna von der Pfalz; em tcheco: Anna Falcká; 26 de setembro de 1329 — Praga, 2 de fevereiro de 1353) foi rainha consorte da Germânia e Boêmia como a segunda esposa de Carlos IV do Sacro Império Romano-Germânico.

## Família
Ela foi a única filha do conde Rodolfo II do Palatinado e de Ana de Caríntia-Tirol, sua primeira esposa. Seus avós paternos era o duque Rodolfo I da Baviera e Matilde de Nassau, e seus avós maternos eram o duque Otão III de Caríntia e Eufêmia de Legnica.
Após a morte da esposa em 1335, Rodolfo casou-se com Margarida da Sícilia, em 1348, filha do rei Frederico II da Sicília. Porém, não teve mais filhos legítimos.
Ana teve dois meio-irmãos ilegítimos por parte de pai: Ana, e um irmão, Conrado Hannes.

## Biografia
Ana e Carlos ficaram noivos em um contrato datado em 4 de março de 1349, em Bacharach, na atual Renânia-Palatinado, e se casaram em maio de 1349. O imperador era filho do rei João da Boêmia e de Isabel da Boêmia. A primeira esposa dele, Branca de Valois, faleceu no ano anterior, em 1348.
Aos dezenove anos de idade, a jovem foi coroada rainha da Germânia na Catedral de Aachen, em 26 de julho de 1349. Devido ao título de rainha da Germânia, Ana também era chamada de rainha dos Romanos. Meses depois foi coroada rainha da Boêmia.
A rainha morreu aos vinte e três anos de idade, em 2 de fevereiro de 1353, em Praga. Seu corpo foi sepultado na Catedral de São Vito, na mesma cidade.

## Descendência
O herdeiro do casal foi:
- Venceslau (17 de janeiro de 1350 - 28 de dezembro de 1351), foi noivo de Ana de Swidnica, que mais tarde se tornou a terceira esposa de seu pai.